# Catherine Robbe-Grillet
Catherine Robbe-Grillet (Paris, 24 de setembro de 1930 com o nome de Catherine Rstakian) é uma escritora, atriz, fotógrafa e dominatrix francesa que publicou obras BDSM sob o pseudônimo de Jean de Berg e Jeanne de Berg.

## Biografia
Catherine Rstakian realizou seus estudos em Paris em uma instituição religiosa (Congregação de Nossa Senhora de Sião), depois ingressou na Escola de Altos Estudos Comerciais de Paris.
Em 1951, ela conheceu Alain Robbe-Grillet, que era engenheiro agrícola e escritor do movimento literário francês chamado Nouveau roman, durante uma viagem à Turquia. Eles casaram-se no dia 23 de outubro de 1957.
Sob o pseudônimo de Jean de Berg, ela lançou L'Image em 1956, uma história BDSM que foi censurada duas vezes. Radley Metzger transformou a obra dela num filme em 1975, chamado The Image. Após mais de duas décadas participando de diversos filmes franceses como atriz e fotógrafa de cena, Catherine decide escrever sua segunda obra BDSM, lançada em 1985 com o título de Cérémonies de femmes sob o pseudônimo de Jeanne de Berg.
Desde 2005, Catherine Robbe-Grillet mantém um relacionamento de dominação e submissão com a sul-africana de Beverly Charpentier, 32 anos mais nova que Catherine. Nesse relacionamento, Catherine desempenha o papel de dominadora e Beverly desempenha o papel de submissa. Beverly considera-se uma mulher heterossexual e dominadora dentro da comunidade BDSM e afirma que Catherine é a única pessoa com quem ela já foi submissa ao longo da vida.
No dia 18 de fevereiro de 2008, Catherine fica viúva após o falecimento de Alain Robbe-Grillet aos 85 anos. Alain faleceu num hospital em Caen devido a problemas cardíacos.
Em 2014, ela foi o tema de um documentário intitulado The Ceremony, que aborda sua vida como uma lifestyle dominatrix e integrante da comunidade BDSM.

## Obras

### Assinado como Jean ou Jeanne de Berg
- L'image, Jean de Berg (Paris: Éditions de Minuit, 1956)
- Cérémonies de femmes, Jeanne de Berg (Paris: Éditions de Minuit, 1985)
- Le Petit carnet perdu, Jeanne de Berg (Paris: Fayard, 2007)

### Assinado como Catherine Robbe-Grillet
- Entretien avec Jeanne de Berg (Paris: Éditions les Impressions Nouvelles, 2002)
- Jeune Mariée: journal, 1957-1962 (Paris: Fayard, 2004)
- Correspondance 1951-1990, com co-autoria de Alain Robbe-Grillet (Fayard, 2012)
- Alain (Fayard, 2012)

## Filmografia

### Cinema
| Ano  | Título original                    | Papel                                  | Notas                                |
| ---- | ---------------------------------- | -------------------------------------- | ------------------------------------ |
| 1963 | L'Immortelle                       | Catherine                              | Foi creditada como Catherine Carayon |
| 1966 | Trans-Europ-Express                | Lucette                                |                                      |
| 1968 | L'Homme qui ment                   | Uma farmacêutica                       |                                      |
| 1968 | Je t'aime, je t'aime               | A secretária do editor (não creditada) |                                      |
| 1968 | Flash Love                         | [ nota 1 ]                             |                                      |
| 1970 | L'Éden et après                    | A mulher louca                         |                                      |
| 1971 | N. a pris les dés...               | [ nota 1 ]                             |                                      |
| 1974 | Glissements progressifs du plaisir | Uma irmã (não creditada)               | Também fotógrafa de cena             |
| 1975 | Le jeu avec le feu                 | –                                      | Fotógrafa de cena                    |
| 1975 | The Image                          | –                                      | Roteirista                           |
| 1977 | Libertés sexuelles                 | [ nota 1 ]                             |                                      |
| 1983 | La Belle captive                   | –                                      | Fotógrafa de cena                    |
| 2010 | The Five Senses                    | Mulher de burca                        | Também roteirista                    |
| 2015 | Diner Noir Istanbul                | [ nota 1 ]                             | Também roteirista                    |

### Teatro
- 2005: Une belle enfant blonde
- 2012: La Chasse
- 2014-2017: Savannah Bay
- 2017: Les Impénitentes